# Šamac
Pour les articles homonymes, voir Bosanski Šamac.
Šamac (en serbe en écriture cyrillique : Шамац), également connue sous le nom de Bosanski Šamac (Босански Шамац), est une ville et une municipalité de Bosnie-Herzégovine située dans la république serbe de Bosnie. Selon les premiers résultats du recensement bosnien de 2013, la ville intra muros compte 5 390 habitants et la municipalité 19 041.
Avant la guerre de Bosnie-Herzégovine, Bosanski Šamac faisait entièrement partie de la municipalité du même nom, appelée aujourd'hui Šamac et située en république serbe de Bosnie ; à la suite des accords de Dayton (1995), une partie de la localité a été rattachée à la municipalité de Domaljevac-Šamac nouvellement créée et intégrée à la fédération de Bosnie-et-Herzégovine.

## Nom
Les autorités serbes de Bosnie ont retiré l'adjectif bosanski, « bosnien », du nom de la ville et l'appellent tout simplement Šamac/Шамац. En revanche, les Bosniaques et les Croates continuent à l'appeler Bosanski Šamac.

## Géographie
Šamac se trouve sur la rive droite de la Save. De l'autre côté de la rivière se trouve Slavonski Šamac qui est situé en Croatie. La ville est située à une position stratégique, près du corridor qui relie le nord-ouest et le sud-ouest de la république serbe de Bosnie, près de Brcko. En Bosnie-Herzégovine, la municipalité de Šamac est entourée par celles d'Odžak et Modriča à l'ouest, Pelagićevo au sud, Donji Žabar à l'est, Domaljevac-Šamac et Orašje au nord-est.

## Histoire
Sous l'Empire ottoman, la ville faisait partie de la province de Bosnie ; à la fin du XIXe siècle, elle fut incorporée à l'empire d'Autriche-Hongrie. Après la Première Guerre mondiale, la ville fit partie du royaume de Yougoslavie. De 1929 à 1939, elle fit partie de la Banovine de la Drina puis, de 1939 à 1941, elle fit partie de la Banovina de Croatie. Pendant la Seconde Guerre mondiale, Šamac, comme le reste de la Bosnie-Herzégovine, fut intégré dans l'État indépendant de Croatie, sous contrôle nazi. Après 1945 et jusqu'en 1992, la ville fut intégrée à la république socialiste de Bosnie-Herzégovine au sein de la république fédérale socialiste de Yougoslavie du maréchal Tito.
Au début de la guerre de Bosnie, la ville fut prise par les Serbes qui y établirent un gouvernement municipal provisoire. La plupart des Bosniaques et des Croates furent victimes de la politique d'épuration ethnique qui fut alors mise en place,. Pendant la guerre, une ligne de front quasiment permanente fut établie contre les forces croates et bosniaques vers la localité voisine d'Orašje. En 2003, quatre chefs qui commandaient Bosanski Šamac à l'époque des guerres de Yougoslavie furent condamnées par le TPIY pour crimes contre l'humanité,.
En 1991, il y avait près de 17 000 Bosniaques et Croates de Bosnie dans la municipalité, sur une population totale de 33 000, et en mai 1995, moins de 300 Bosniaques et Croates restaient dans la municipalité de Bosanski Samac. 
Après la guerre et à la suite des accords de Dayton, une partie du territoire de Šamac (Bosanski Šamac) a été rattachée à la fédération de Bosnie-et-Herzégovine, notamment à municipalité de Domaljevac-Šamac nouvellement créée.

## Localités

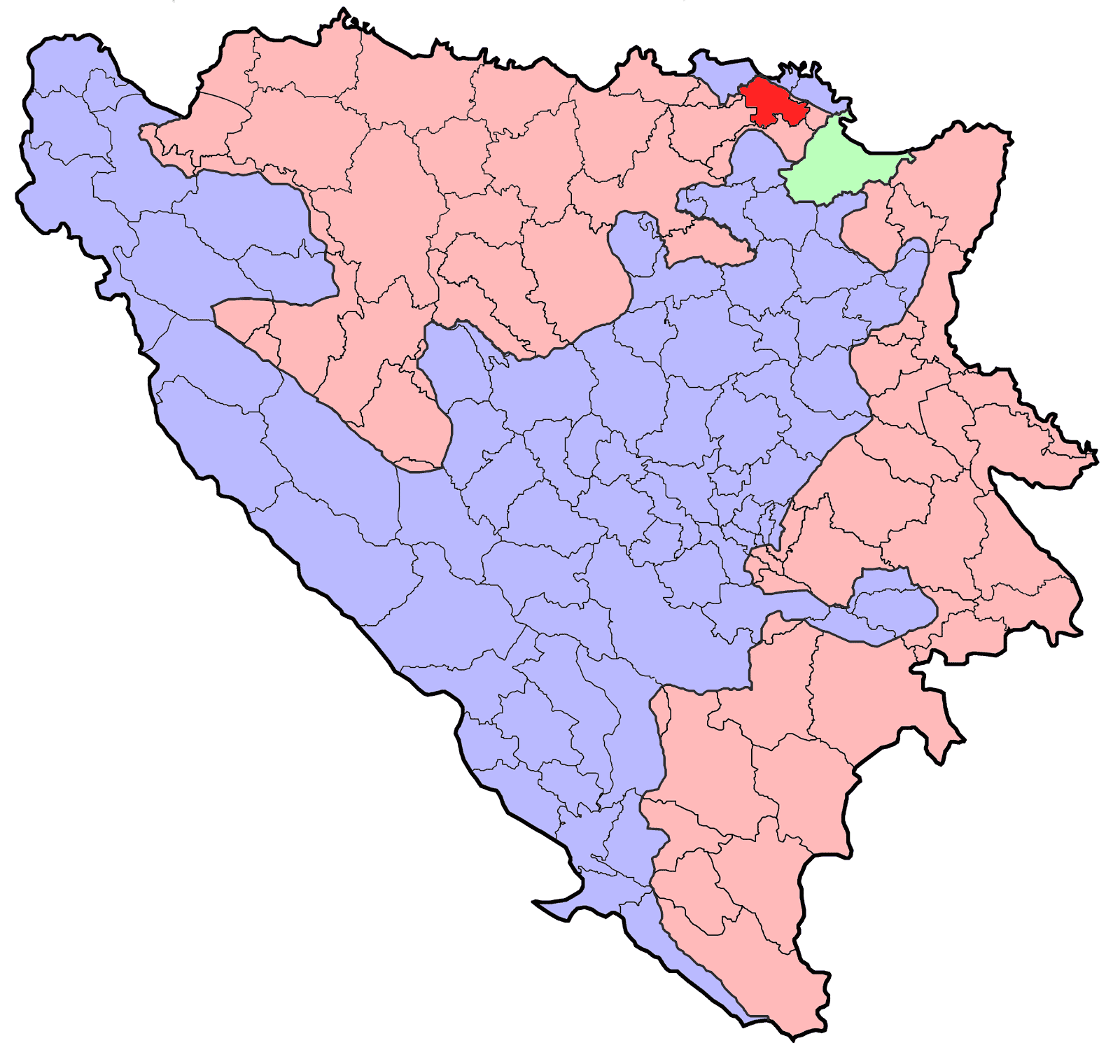
Localisation de la municipalité de Šamac en Bosnie-Herzégovine.

La municipalité de Šamac (Bosanski Šamac) compte 21 localités :
| - Batkuša - Brvnik - Crkvina - Donja Slatina - Donji Hasić - Gajevi - Gornja Slatina - Gornji Hasić - Grebnice - Kornica - Kruškovo Polje | - Lugovi - Njegoševo - Novo Selo - Obudovac - Pisari - Srednja Slatina - Šamac (Bosanski Šamac) - Škarić - Tišina - Zasavica |

## Démographie

### Villeintra muros

#### Évolution historique de la population dans la villeintra muros
| 1948 | 1953 | 1961 | 1971  | 1981  | 1991  | 2013  |
| ---- | ---- | ---- | ----- | ----- | ----- | ----- |
| -    | -    | -    | 4 877 | 5 605 | 6 239 | 5 390 |

|  |

### Municipalité

#### Évolution historique de la population dans la municipalité
| 1971   | 1981   | 1991   | 2013   |
| ------ | ------ | ------ | ------ |
| 31 374 | 32 320 | 32 960 | 19 041 |

#### Répartition de la population dans la municipalité (1991)
En 1991, sur un total de 32 960 habitants, la population se répartissait de la manière suivante :

## Politique
À la suite des élections locales de 2012, les 25 sièges de l'assemblée municipale se répartissaient de la manière suivante, :
| Parti                                               | Sièges |
| --------------------------------------------------- | ------ |
| Parti démocratique serbe (SDS)                      | 6      |
| Alliance des sociaux-démocrates indépendants (SNSD) | 5      |
| Alliance démocratique nationale (DNS)               | 3      |
| Parti démocratique (DP)                             | 3      |
| Nouvelle initiative croate (HSS NHI)                | 2      |
| Parti socialiste (SP)                               | 2      |
| Parti du progrès démocratique (PDP)                 | 2      |
| Parti indépendant Dr Mihajlo Tovirac                | 1      |
| Parti d'action démocratique (SDA)                   | 1      |

Savo Minić, membre de l'Alliance des sociaux-démocrates indépendants (SNSD), a été élu maire de la municipalité,.

## Personnalités
Šamac est la ville natale de : 
- Alija Izetbegović (ancien chef de la Bosnie-Herzégovine)
- Sulejman Tihić (membre bosniaque de la Présidence de la Bosnie-Herzégovine)
- Zoran Đinđić (ancien premier ministre de Serbie)
- Predrag Nikolić (Grand Maître d'échecs)
- Dario Damjanović
- Ilija Katić